# Beach volley ai XXII Giochi del Commonwealth
Le competizioni di beach volley ai XXII Giochi del Commonwealth si sono svolte dal 30 luglio al 7 agosto 2023.

## Podi
| Evento | Oro                                | Argento                                  | Bronzo                     |
| Uomini | Paul Burnett Chris McHugh          | Daniel Dearing Sam Schachter             | Javier Bello Joaquin Bello |
| Donne  | Melissa Humana-Paredes Sarah Pavan | Mariafe Artacho del Solar Taliqua Clancy | Miller Pata Sherysyn Toko  |